# Queen Emeraldas
Queen Emeraldas (jap.: クィーンエメラルダス) ist eine Mangaserie von Leiji Matsumoto aus den 1970er Jahren. Sie wurde 1998 als Original Video Animation adaptiert. Das Werk ist eine Fortsetzung der Serie Die Abenteuer des fantastischen Weltraumpiraten Captain Harlock vom selben Autor.

## Handlung
Die Handlung folgt einem kleinen Jungen namens Hiroshi Umino, der sich an Bord eines Frachters schleicht, um die Erde zu verlassen. Als der Frachter durch den Weltraum fliegt, werden sie von einem afressischen Schiff mit den Totenkopf-Insignien angegriffen. Der Zug wird jedoch von einem mysteriösen und unglaublich kraftvollen Raumschiff, das die gleichen Insignien trägt, gerettet und kann sein Ziel erreichen: ein Wüstenplanet mit Saloons und Barkämpfen. Der Junge trifft einen anderen blinden Passagier, einen alten Mann, und freundet sich mit ihm an. Er sagt dem alten Mann, dass er auf den Planeten gekommen ist, um stärker zu werden. Er bekommt einen Job in einer Bar mit dem rauesten Ruf in dieser Welt, um sich selbst zu beweisen.
Als das angreifende Schiff, angeführt von Captain Eldomain, auf dem Planeten landet, um nach demjenigen zu suchen, der ihn angegriffen hat, verlangt Emeraldas, dass er die Insignien von seinem Schiff entfernt: „Nur zwei Schiffe haben das Recht, es zu tragen!“ Sie will nicht, dass die feindliche Flotte mit ihrem Symbol ihren Ruf beschädigt. In der zweiten Episode präsentiert Emeraldas Hiroshi nach einer letzten Auseinandersetzung mit Eldomain und später mit Königin Baraluda von Arfess den Cosmo Dragoner, der einst Tochiro gehörte. Später besuchen Hiroshi Umino und sein älterer Freund einen Planeten, dessen Bewohner von einem mörderischen Cyborg vertrieben wurden. Dieser Cyborg tötete einen der Bewohner des Planeten und trieb seinen Sohn in den Wahnsinn. Umino trifft den Sohn und seine Schwester und mit ihrer Hilfe und Emeraldas tötet er den bedrückenden Cyborg.

## Veröffentlichung des Mangas
Der Manga erschien von 1978 bis 1979 im Shōnen Magazine bei Kodansha. Eine Kurzgeschichte mit Emeraldas kam bereits 1975 im Gekkan Princess heraus. Die Kapitel der Serie wurden später in vier Sammelbänden veröffentlicht. Eine englische Fassung wurde ab 2016 von Kodansha herausgebracht, eine italienische von Hazard.

## Anime-Adaption
1998 produzierte das Studio OLM unter der Regie von Yuji Asada eine Adaption des Mangas als vierteiligen Anime. Jede der Folgen hat eine Länge von 31 Minuten. Autor war Baku Kamio und die Musik komponierte Michiru Oshima. Das Charakterdesign entwarfen Keisuke Masunaga und Tatsuo Yanagino und die künstlerische Leitung lag bei Tadashi Kudo.
Der Anime erschien in Japan als Original Video Animation. Es folgten Veröffentlichungen in englischer, spanischer, französischer und italienischer Synchronisation.

## Synchronisation
| Rolle           | japanischer Sprecher (Seiyū) |
| --------------- | ---------------------------- |
| Hiroshi Umino   | Megumi Hayashibara           |
| Emeraldas       | Reiko Tajima                 |
| Lou Row         | Kenichi Ogata                |
| Tochiro Oyama   | Kōichi Yamadera              |
| Captain Harlock | Makio Inoue                  |

## Rezeption
Der Anime sei eine „verführerische Einführung in Matsumotos Werte“ und das von ihm geschaffene Universum, so die Anime Encyclopedia. Die klassische Geschichte werde kombiniert mit gelungener, eleganter Animation, und auch wenn die Animation nicht immer die höchste Qualität habe, störe dies nicht die Geschichte.

## Trivia
Der japanische Musiker Jun Fukamachi veröffentlichte 1983 ein Album mit dem Titel "Digital Trip Queen Emeraldus Synthesizer Fantasy", welches von Queen Emeraldas inspiriert ist und auf dem Artwork ebendiese zeigt.